# یخچال کلانتر
یخچال کلانتر، نام یخدانی قدیمی در دهکدهٔ توریستی زعفرانیه در ۳۵ کیلومتری سبزوار است که در تاریخ ۲۴ آبان ۱۳۸۵ با شماره ۱۶۳۹۴ در آثار ملی ایران به ثبت رسیده است.

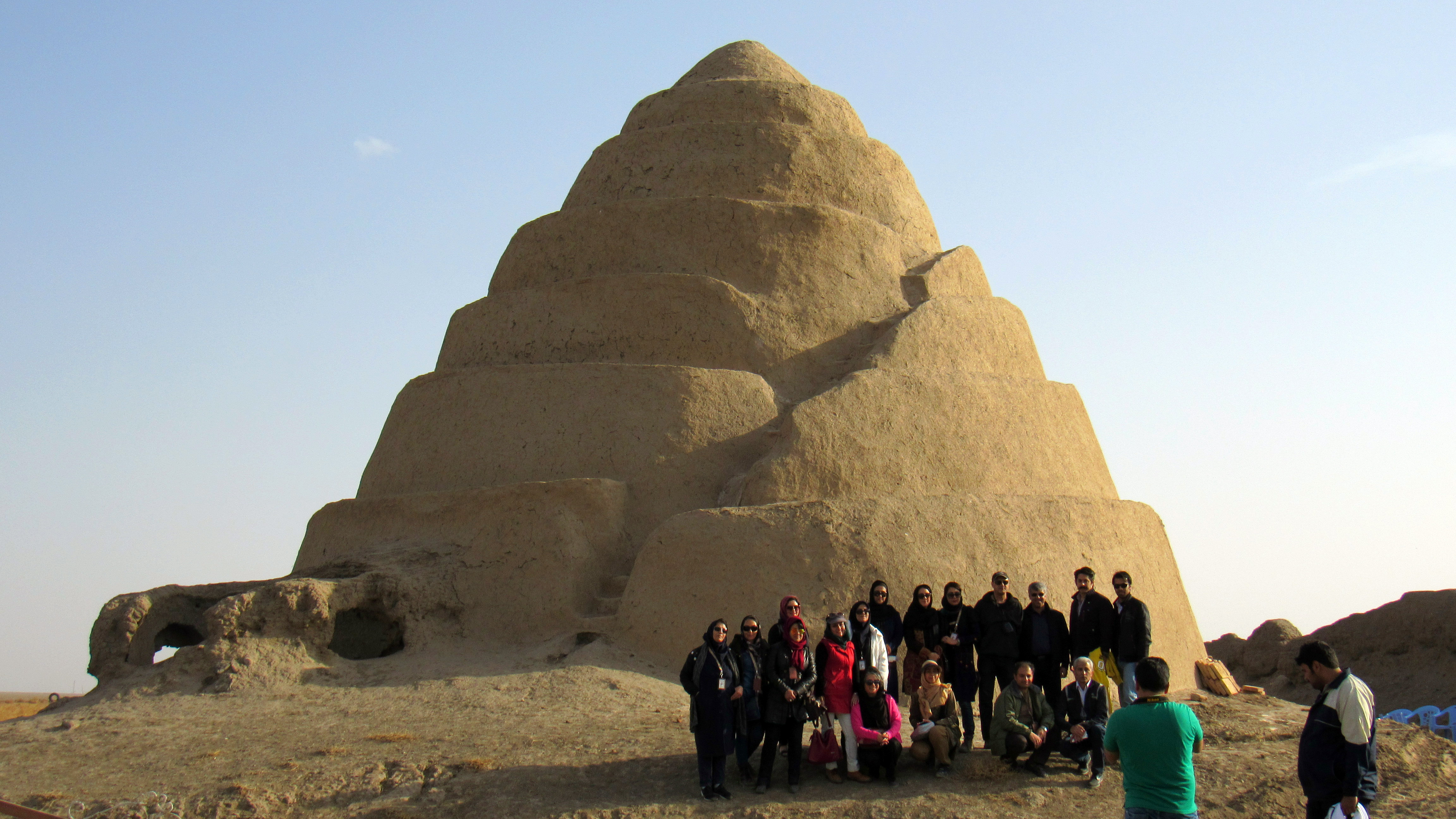
جمعی گردشگر در حال عکس گرفتن کنار یخچال